# 修士（工学）
修士（工学）（しゅうし こうがく、英: Master of Engineering、M.Eng.）は、修士の学位である。1991年以前の学位規則では工学修士（こうがくしゅうし）といった。
主に、大学院工学研究科修士課程または博士前期課程を修了することで授与される。